# Antoine de Vauthier de Baillamont
Antoine Jean Népomucène de Vauthier de Baillamont (Orchimont, 9 april 1749 - Vresse, 16 juli 1839) was een Zuid-Nederlands edelman en burgemeester.

## Levensloop
Hij was een zoon van Florent de Vauthier en van Marie-Anne de Villers Masbourg. Florent was heer van Neumanil, Mouzaive en Rochefort, en rechter in het graafschap Orchimont.
Onder het ancien régime was Antoine heer van Baillamont en Mouzaive en voorzitter van het Hoog Gerechtshof in het hertogdom Bouillon. In de Franse tijd werd hij maire van Vresse.
Onder het Verenigd Koninkrijk der Nederlanden werd hij erkend in de erfelijke adel met de persoonlijk titel baron en benoemd in de Ridderschap van de provincie Namen. 
Hij trouwde in 1773 met Anne de Heusch (1740-1824) en hertrouwde in 1830 met Marguerite Godet (1798-1839). Ze kregen zes kinderen. Niettemin is de familie in 1892 uitgestorven.